# Augustinus Karl Wucherer-Huldenfeld
Augustinus Karl Wucherer-Huldenfeld OPraem (* 1. Juli 1929 in Gleinstätten) ist ein österreichischer katholischer Theologe und Philosoph.

## Leben
Augustinus Karl Wucherer-Huldenfeld ist Chorherr und Priester und gehört seit 1956 dem Stift Geras an. Augustinus ist der Name, den er im Orden angenommen hat. Er war von 1974 bis 1997 Professor für christliche Philosophie und Mystik sowie Vorstand des Instituts für Christliche Philosophie an der Katholisch-Theologischen Fakultät der Universität Wien. Seine Forschungsschwerpunkte sind Atheismusforschung und Daseinsanalyse. Zu seinen bedeutendsten Schülern gehört der früh verstorbene Erwin Waldschütz.
Von 1990 bis 2002 war Wucherer Präsident der Österreichischen Gesellschaft für Daseinsanalyse (ÖGDA) und von 1997 bis 2001 war er auch Präsident der Internationalen Ferdinand-Ebner-Gesellschaft. Seit 2002 ist er Emeritus und lehrt weiter an der Universität Wien sowie an verschiedenen Fachhochschulen.

## Auszeichnungen
- 1997: Großes Silbernes Ehrenzeichen für Verdienste um die Republik Österreich[1]

## Werke
- Die Gegensatzphilosophie Romano Guardinis in ihren Grundlagen und Folgerungen, auch Diss. Universität Wien, Notring Verlag, Wien 1968
- Personales Sein und Wort: Einführung in den Grundgedanken Ferdinand Ebners, Böhlau Verlag, Wien 1985, ISBN 3-205-07281-2
- Ursprüngliche Erfahrung und Personales Sein (2 Bände): Anthropologie – Freud – Religionskritik. [2. Auflage]. Wien 2003. ISBN 3-205-77089-7, Atheismusforschung, Ontologie und philosophische Theologie, Religionsphilosophie. Wien 1995. ISBN 3-205-98277-0
- Befreiung und Gotteserkenntnis, Böhlau Verlag, Wien 2009, ISBN 978-3-205-78454-8
- Philosophische Theologie im Umbruch, Böhlau Verlag, Wien 2011, ISBN 978-3-205-78639-9